# 만연사 나한전 인왕상
만연사 나한전 인왕상은 대한민국 전라남도 화순군 화순읍 동구리, 만연사에 있는 불상이다. 2006년 1월 9일 화순군의 향토문화유산 제28호로 지정되었다.